# گرابوو-بلوو
گرابوو-بلوو (به آلمانی: Grabow-Below) یک شهر در آلمان است که در Mecklenburgische Seenplatte District واقع شده‌است. گرابوو-بلوو ۱۳۱ نفر جمعیت دارد.